# Valle di Casies
Valle di Casies (en allemand, Gsies) est une commune italienne d'environ 2 300 habitants située dans la province autonome de Bolzano, dans la région du Trentin-Haut-Adige, dans le Nord-Est de l'Italie.

## Administration
| Période                                  | Période | Identité | Étiquette | Qualité |
| ---------------------------------------- | ------- | -------- | --------- | ------- |
|                                          |         |          |           |         |
| Les données manquantes sont à compléter. |         |          |           |         |

### Hameaux
Colle di Fuori, Colle di Dentro, Planca di Sopra, Santa Maddalena Valbassa, San Martino Vallalta, Santa Maddalena Vallalta, San Martino Valbassa, Planca di Sotto

### Communes limitrophes
Les communes limitrophes sont  Dobbiaco, Innervillgraten, Monguelfo-Tesido, Rasun-Anterselva, Sankt Jakob in Defereggen et Villabassa.